# Journal of the Experimental Analysis of Behavior
 Journal of the Experimental Analysis of Behavior (Revista de análisis experimental del comportamiento, también conocida por sus siglas en inglés, JEAB) es una publicación periódica fundada en 1958. Se trata de una revista científica de psicología sometida a revisión por pares, dedicada principalmente a la investigación en el área del análisis experimental del comportamiento.  
La revista está indexada en las bases de datos de los principales motores de búsqueda de consulta científica, incluyendo PubMed, PsycINFO y Web of Science. Es publicada bi-mensualmente por la Society for the Experimental Analysis of Behavior (SEAB). Publica en torno a 50 artículos por año; la mayoría de ellos empíricos pero también teóricos. En su larga historia, el JEAB ha publicado algunos trabajos ya clásicos en psicología experimental, como la investigación de Richard Herrnstein "On the Law of Effect", publicada en el JEAB en 1970. 
El JEAB es la publicación más antigua dedicada al análisis experimental del comportamiento, al que seguiría otra revista también publicada por la SEAB, el Journal of Applied Behavior Analysis, en 1968. 
El ISSN del JEAB es 0022-5002. El factor de impacto (también conocido como índice de impacto) del JEAB de acuerdo con la base de datos de Web of Science es 1.385. 

## Redacción
- Editor: Gregory J. Madden (Utah State University)

- Editores asociados: Christine E. Hughes (UNC Wilmington), Armando Machado (University of Minho, Portugal), Timothy A. Shahan (Utah State University), Thomas R. Zentall (University of Kentucky)

- Editor de Farmacología Conductural y Neurociencia: Rick A. Bevins (University of Nebraska-Lincoln)

- Editor de Investigación en otras lenguas: F. Charles Mace (Nova Southeastern University)

- Editor-revisor: M. Jackson Marr (Georgia Institute of Technology)

## Métricas de revista
2023
- Web of Science Group : N/D
- Índice h de Google Scholar: 64
- Scopus: 2.015